# Міський стадіон (Карвіна)
Міський стадіон Карвіна-Рай (чеськ. Městský stadion Karviná-Ráj) — футбольний стадіон у Карвіні, Чехія, домашня арена МФК «Карвіна».
Стадіон побудований та відкритий 1969 року. У 2014—2016 роках здійснено капітальну реконструкцію арени. Потужність становить 4 862 глядачі.